# Plenisko
Plenisko je přírodní rezervace poblíž obce Písek v okrese Frýdek-Místek. Rozkládá se na jižních a jihovýchodních svazích hory Kyčera (989 m) a sahá až k jejímu vrcholu a hřebeni, které tvoří, podobně jako dvě strany pomyslného obdélníka území rezervace, zároveň hranici s Polskou republikou. Důvodem ochrany je zachování přirozených lesních porostů pralesovitého vzhledu s genofondem autochtonních dřevin – jedle (Abies), buku (Fagus), smrku (Picea), klenu (Acer pseudoplatanus).